# الکساندر اشمیت
الکساندر اشمیت (انگلیسی: Alexander Schmidt؛ زادهٔ ۱۹ ژانویهٔ ۱۹۹۸) بازیکن فوتبال اهل اتریش است.
از باشگاه‌هایی که در آن بازی کرده‌است می‌توان به باشگاه فوتبال لیفرینگ اشاره کرد.
وی همچنین در تیم‌های ملی فوتبال زیر ۱۷ سال اتریش و زیر ۲۱ سال اتریش بازی کرده‌است.